# Bulguksa
Chùa Bulguksa hay Phật Quốc tự (chữ Hàn: 불국사, chữ Hán: 佛國寺, phát âm như Pun-gúc-xa) là một ngôi chùa cổ ở tỉnh Bắc Gyeongsang của Hàn Quốc. Đây là nơi có 7 quốc bảo Hàn Quốc, bao gồm các tháp đá Dabotap và Seokgatap, Cheongun-gyo (chữ Hán: 靑雲橋, Thanh Vân Kiều - cầu mây xanh), và tượng Phật bằng đồng dát vàng. Ngôi chùa này được xếp loại danh lam thắng cảnh và lịch sử số 1 của Hàn Quốc. Năm 1995, Bulguksa cùng với động Seokguram cách đó 4 km được UNESCO công nhận là Di sản thế giới.
Ngôi chùa này được xem là kiệt tác thời vàng son của nghệ thuật Phật giáo ở vương quốc Silla. 

## Lịch sử
Năm 528, vua Pháp Hưng dựng lên một ngôi đền cầu nguyện nhỏ cho vợ ông vào thời điểm này, nhưng sau đó rơi vào quên lãng và rơi vào hư hỏng. Ngôi đền hiện tại đã được Thủ tướng Kim Daeseong bắt đầu dưới thời vua Cảnh Đức và hoàn thành năm 774. Vào thời điểm đó, ngôi đền được đặt tên là Phật Quốc Tự.

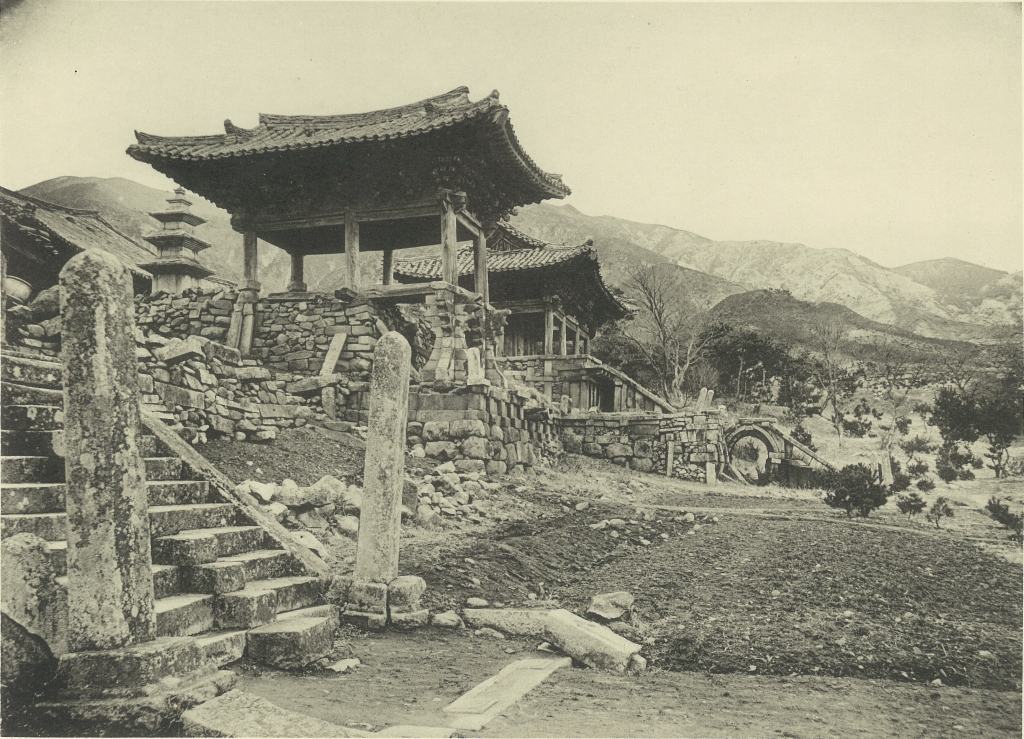
Tàn tích Phật Quốc Tự năm 1914, trước khi phục hồi

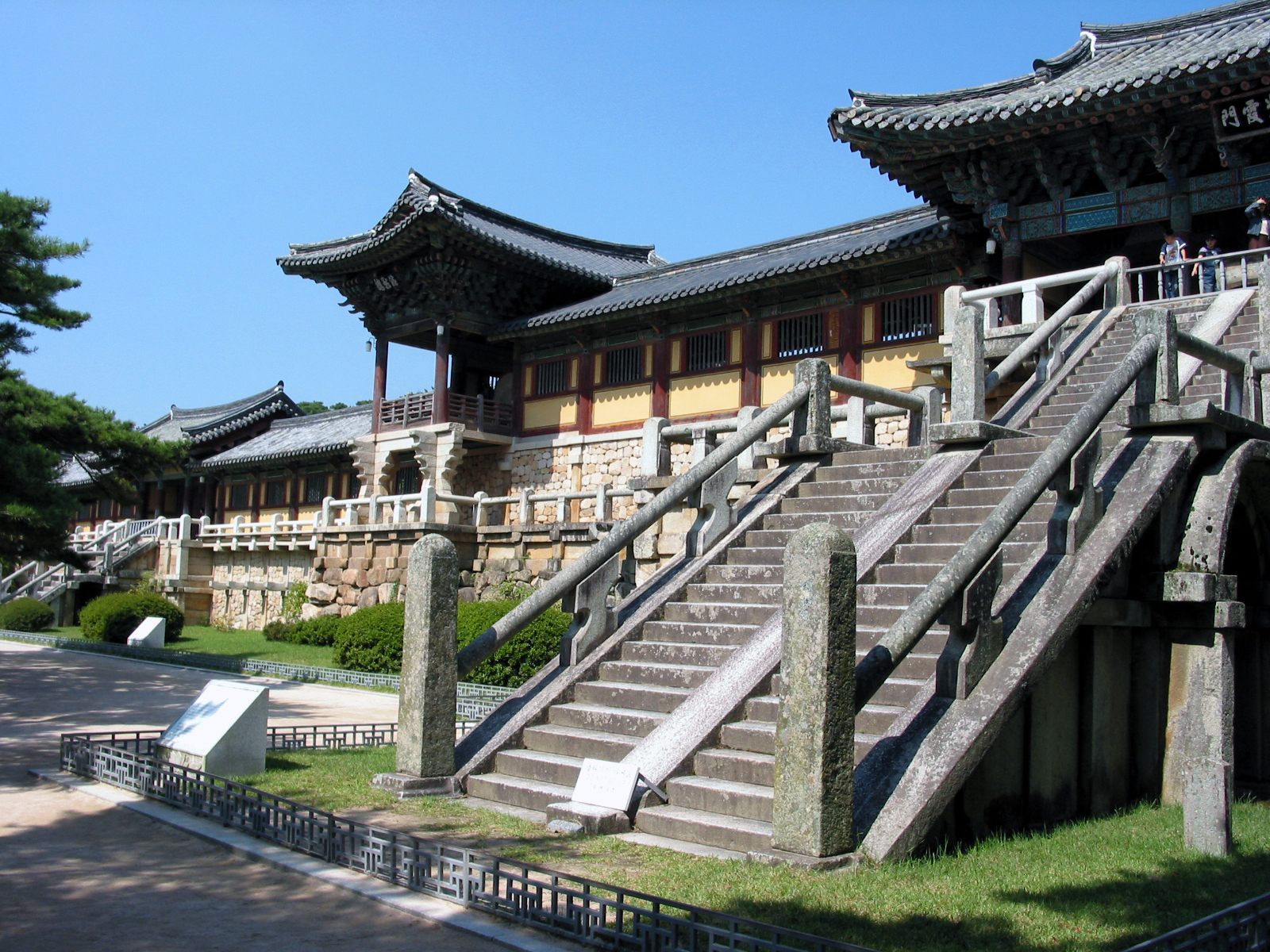
Ngày nay

Chùa đã được cải tạo nhiều lần trong triều đại Cao Ly và đầu triều đại Nhà Triều Tiên. Tuy nhiên, trong Chiến tranh Nhật Bản-Triều Tiên (1592-1598), các tòa nhà bằng gỗ bị đốt cháy hoàn toàn. Năm 1604 đã bắt đầu xây dựng lại và mở rộng khu phức hợp đền thờ và trong những năm sau đó đã được cải tạo hơn nữa, nhưng cũng tiêu hủy và cướp bóc nhiều lần.
Sau một cuộc điều tra khảo cổ học toàn diện, Bulguksa cuối cùng dưới quyền Tổng thống Park Chung-hee 1969-1973 được tái lập và nhận được diện mạo hiện tại. Các công trình bằng đá nổi tiếng được bảo tồn và vẫn còn trong thời kỳ Tân La.
Năm 1995, khu phức hợp ngôi đền cùng với Hang động Seokguram dốc 2 km dưới danh hiệu "Hang động Seokguram và Đền Bulguksa" đã được bổ sung vào Danh sách Di sản Thế giới của UNESCO.